# Гвардійська сільська рада (Теребовлянський район)
Гварді́йська сільська́ ра́да — адміністративно-територіальна одиниця та орган місцевого самоврядування в Теребовлянському районі Тернопільської області до вересня 2015. Адміністративний центр — село Гвардійське.

## Загальні відомості
- Гвардійська сільська рада утворена в 1962 році.
- Територія ради: 2,683 км²
- Населення ради: 438 осіб (станом на 2001 рік)
- Територією ради протікає річка Мозолівка.

## Населені пункти
Сільській раді були підпорядковані населені пункти:
- с. Гвардійське

## Склад ради
Рада складалася з 12 депутатів та голови.
- Голова ради: Бугай Данило Орестович
- Секретар ради: Маслянко Стефанія Олександрівна

### Керівний склад попередніх скликань
| Прізвище, ім'я, по батькові | Основні відомості                                                                     | Дата обрання | Дата звільнення |
| --------------------------- | ------------------------------------------------------------------------------------- | ------------ | --------------- |
| Бугай Данило Орестович      | Сільський голова, 1960 року народження, освіта вища, член Української Народної Партії | 26.03.2006   | 31.10.2010      |
| Бугай Данило Орестович      | Сільський голова, 1960 року народження, освіта вища, член Української Народної Партії | 31.10.2010   |                 |

Примітка: таблиця складена за даними сайту Верховної Ради України

### Депутати
За результатами місцевих виборів 2010 року депутатами ради стали:

#### За суб'єктами висування
| Суб'єкт висування | Кількість обраних депутатів | %   |
| ----------------- | --------------------------- | --- |
| Самовисування     | 12                          | 100 |

#### За округами
| № округу | Прізвище, ім'я, по батькові     | Дата визнання обраним | Освіта             | Партійна приналежність                | Відомості про обраного депутата               |
| -------- | ------------------------------- | --------------------- | ------------------ | ------------------------------------- | --------------------------------------------- |
| 1        | Маслянко Стефанія Олександрівна | 02.11.2010            | середня спеціальна | позапартійна                          | Гвардійська сільська рада, секретар           |
| 2        | Кальваровська Ірина Якимівна    | 02.11.2010            | середня спеціальна | позапартійна                          | пенсіонер                                     |
| 3        | Луцишин Андрійка Григорівна     | 02.11.2010            | вища               | член Політичної партії «Наша Україна» | Гниловодівська загальноосвітня школа, вчитель |
| 4        | Било Ігор Володимирович         | 02.11.2010            | незакінчена вища   | позапартійний                         | студент                                       |
| 5        | Феньо Надія Петрівна            | 02.11.2010            | вища               | позапартійна                          | Гниловодівська загальноосвітня школа, вчитель |
| 6        | Мошонко Ольга Олександрівна     | 02.11.2010            | вища               | позапартійна                          | Бібліотека, бібліотекар                       |
| 7        | Трач Станіслав Володимирович    | 02.11.2010            | вища               | позапартійний                         | Колегіум-інтернат, вчитель                    |
| 8        | Дармохід Павло Іванович         | 02.11.2010            | незакінчена вища   | позапартійний                         | студент                                       |
| 9        | Патра Роман Тимофійович         | 02.11.2010            | середня спеціальна | позапартійний                         | пенсіонер                                     |
| 10       | Бедзісь Людмила Сидорівна       | 02.11.2010            | середня спеціальна | позапартійна                          | Магазин с. Гвардійське, продавець             |
| 11       | Окіпна Галина Теофілівна        | 02.11.2010            | середня            | позапартійна                          | Гвардійська сільська рада, тех.працівник      |
| 12       | Походенко Петро Федорович       | 02.11.2010            | середня            | позапартійний                         | тимчасово не працює                           |